# Concordância (tangência)

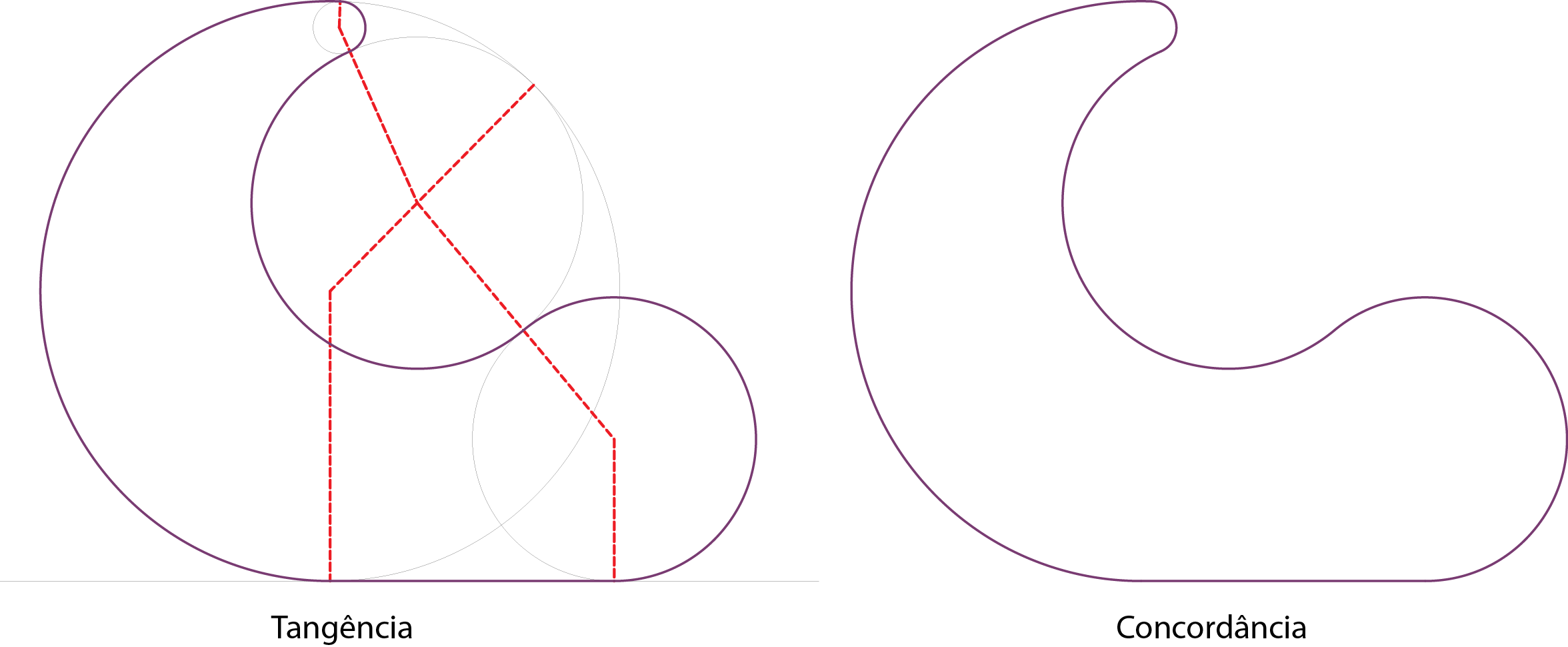
Gancho projetado com concordâncias entre retas e arcos de circunferência.

Concordância é a interrelação entre duas ou mais entidades geométricas através de tangência(s). As linhas compostas por tangências também são chamadas de continuidades G1. 